# San Antonio Tedzidz
San Antonio Tedzidz es una población del estado de Yucatán, México, localizada en el municipio de Samahil, ubicada en la parte nor-oeste de dicho estado peninsular. 

## Toponimia
El nombre (San Antonio Tedzidz) hace referencia a Antonio de Padua y Tedzidz proviene del idioma maya.

## Hechos históricos
- En 1970 cambió su nombre de Tedzidz al que actualmente tiene.

## Demografía
Según el censo de 2005 realizado por el INEGI, la población de la localidad era de 1219 habitantes, de los cuales 616 eran hombres y 603 eran mujeres.
| 454                         | 418 | 429 | 516 | 595 | 862 | 839 | 1181 | 1178 | 1115 | 1219 |
| (Fuente: INEGI [Consultar]) |     |     |     |     |     |     |      |      |      |      |

## Galería

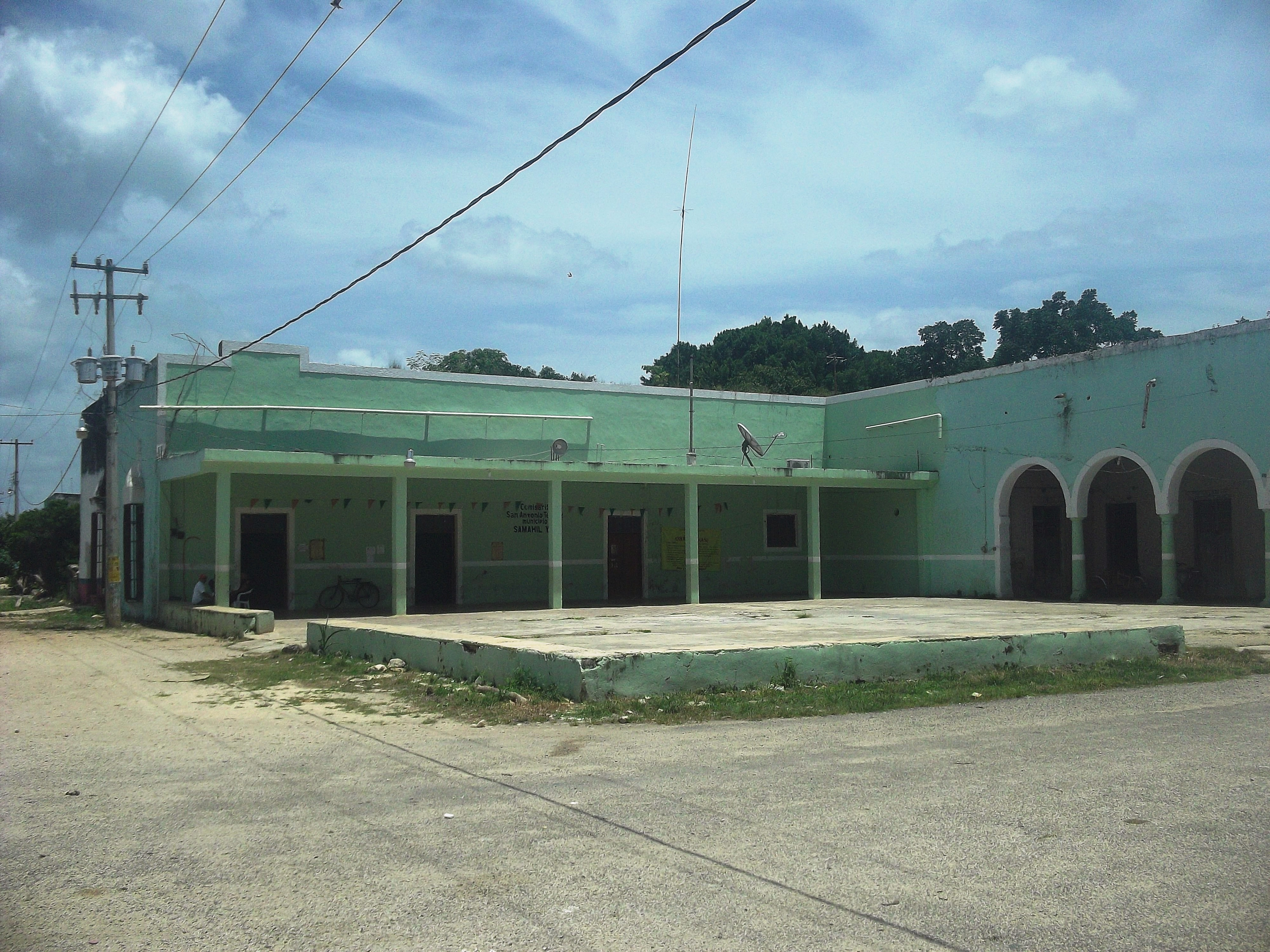
Casa comisarial de San Antonio Tedzidz
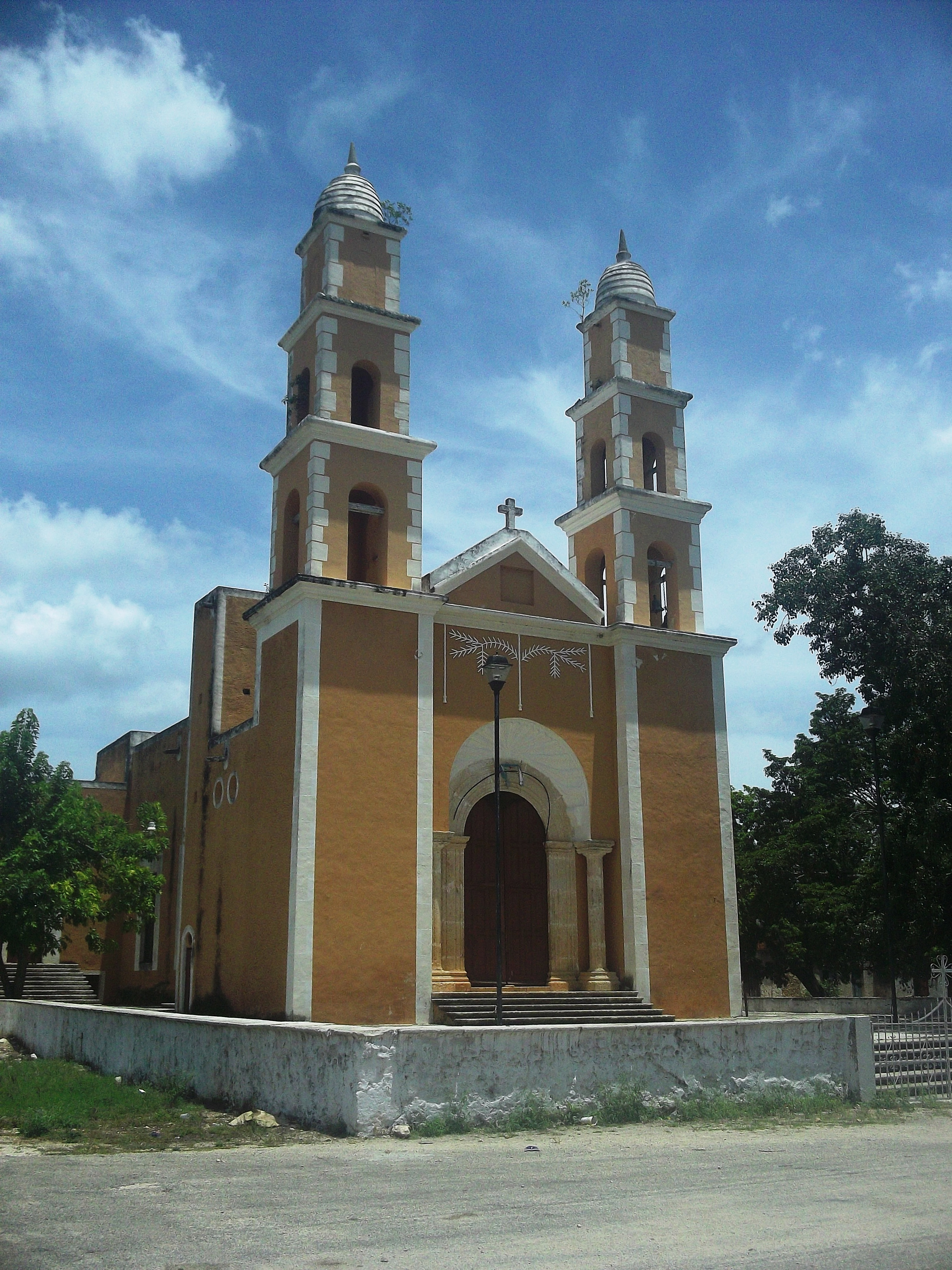
Iglesia de San Antonio Tedzidz.
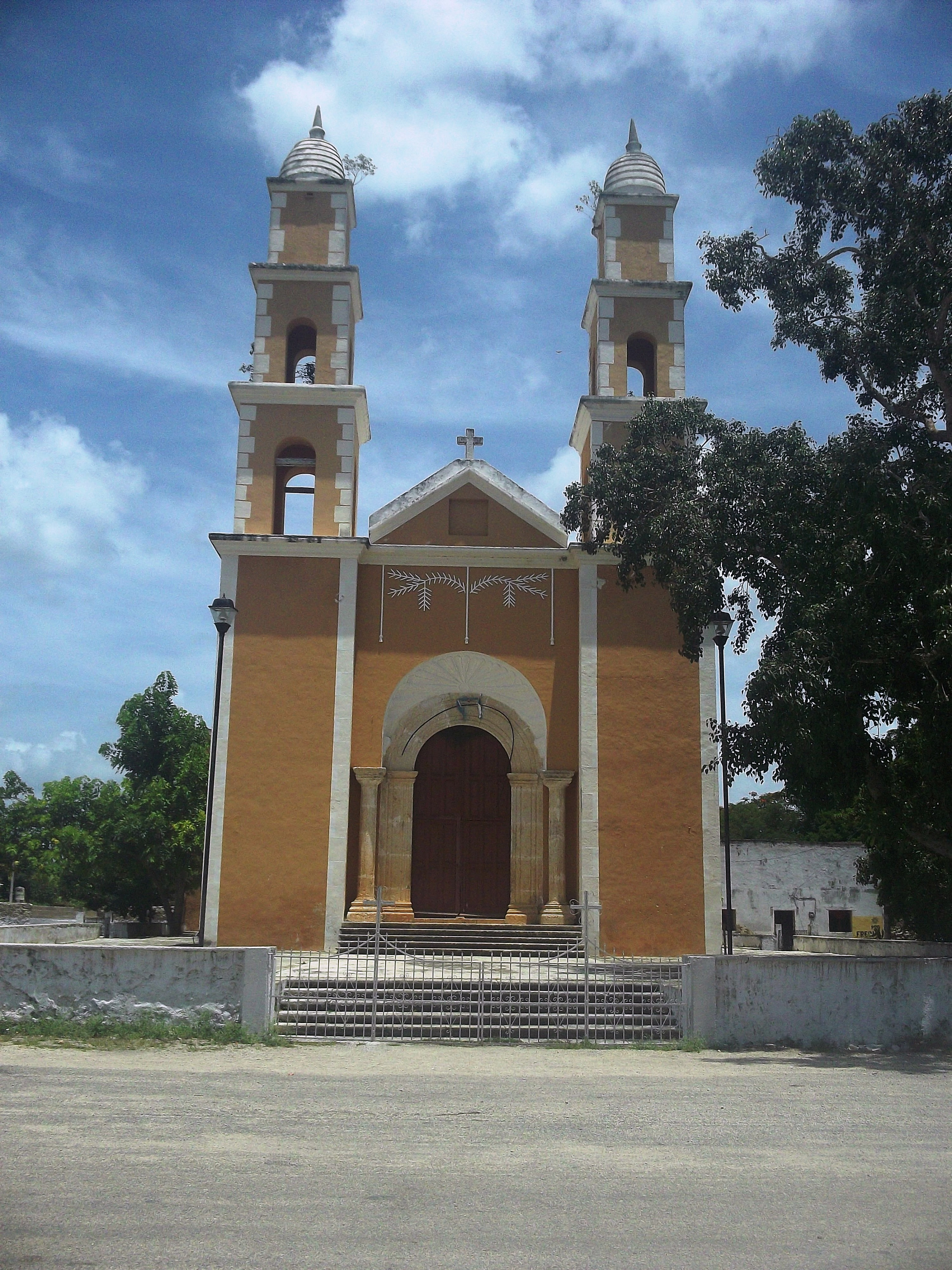
Iglesia de San Antonio Tedzidz.
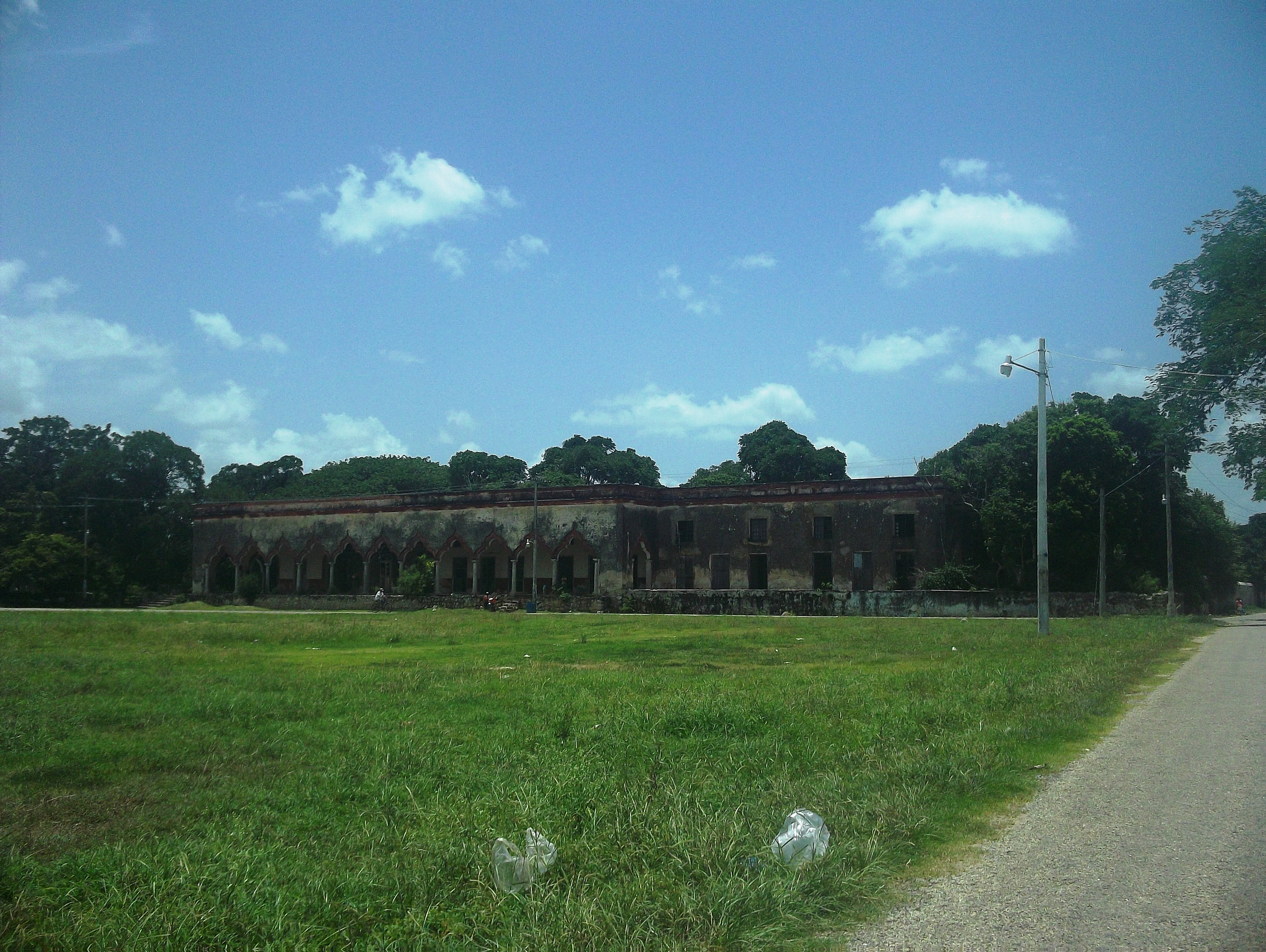
Vista de la hacienda de San Antonio Tedzidz.
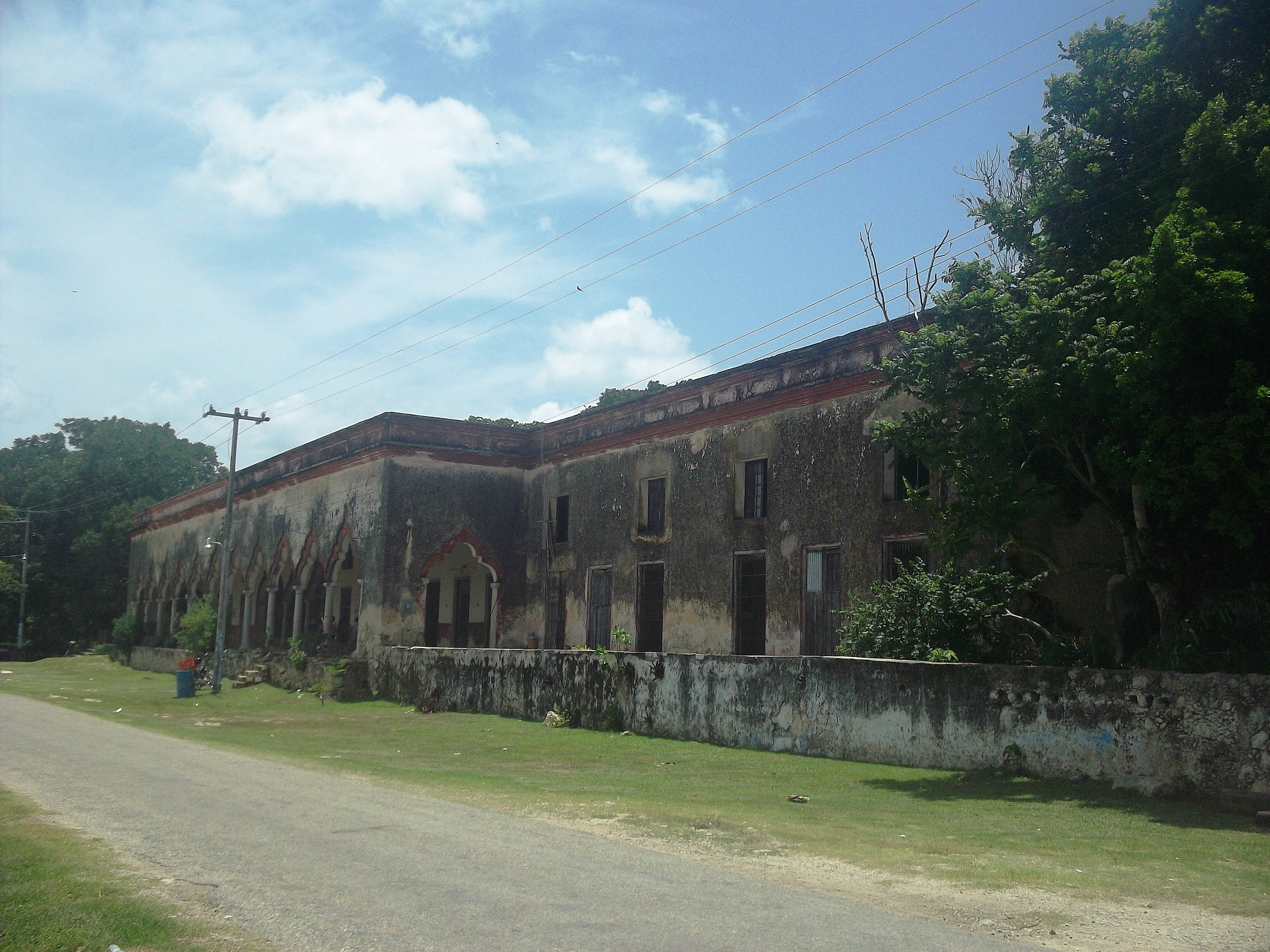
Vista de la hacienda de San Antonio Tedzidz.
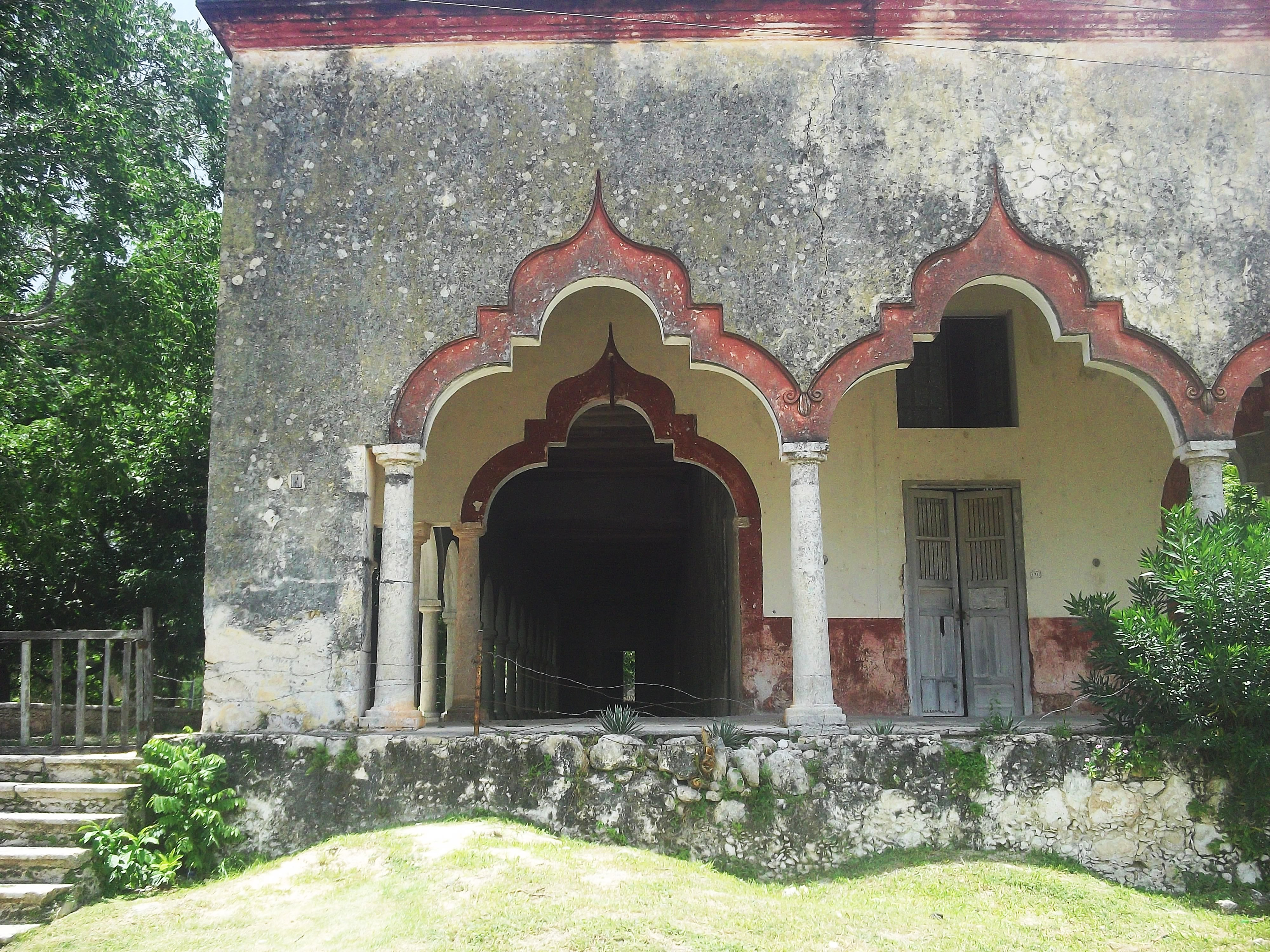
Vista de la hacienda de San Antonio Tedzidz.
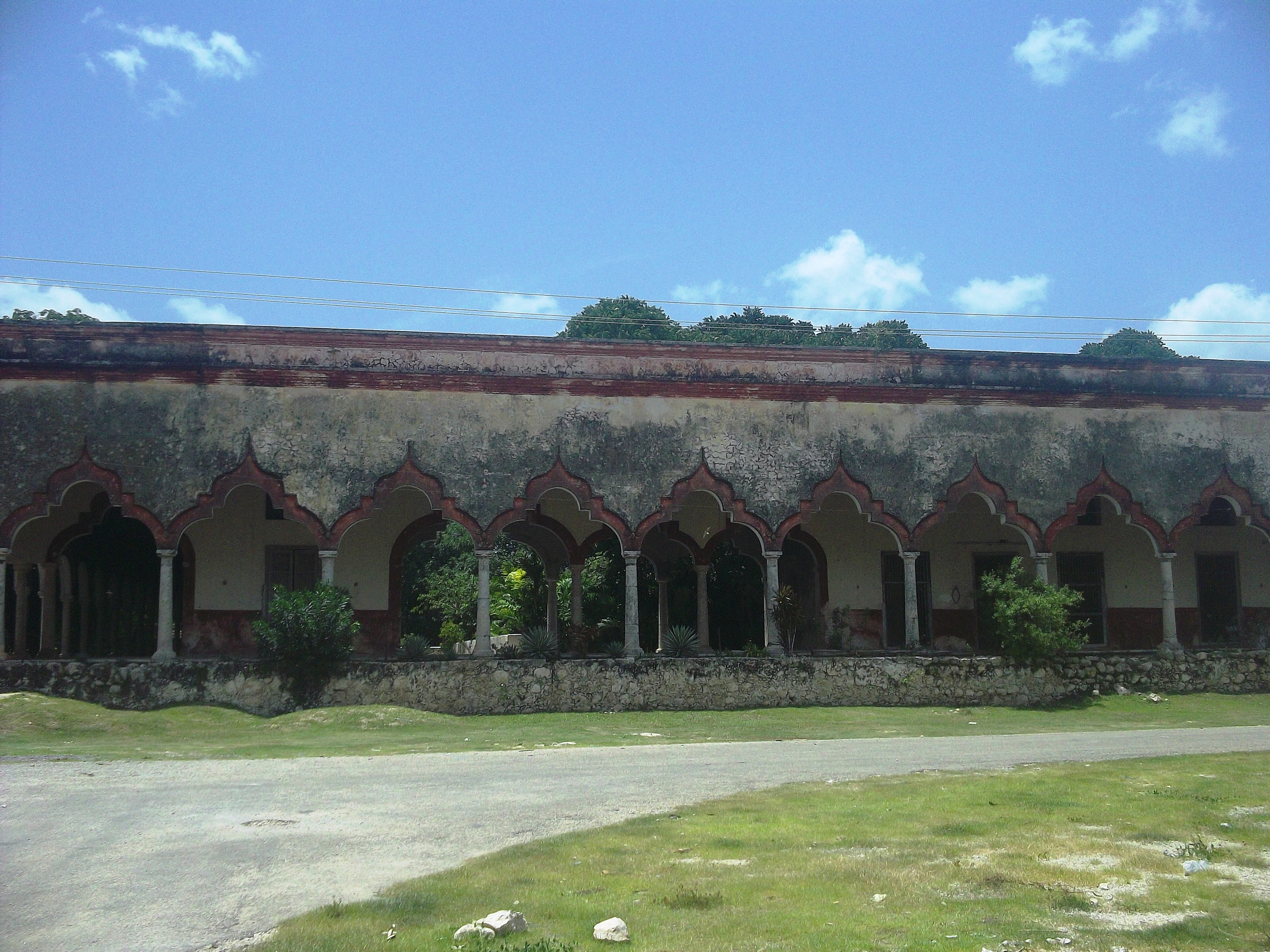
Vista de la hacienda de San Antonio Tedzidz.
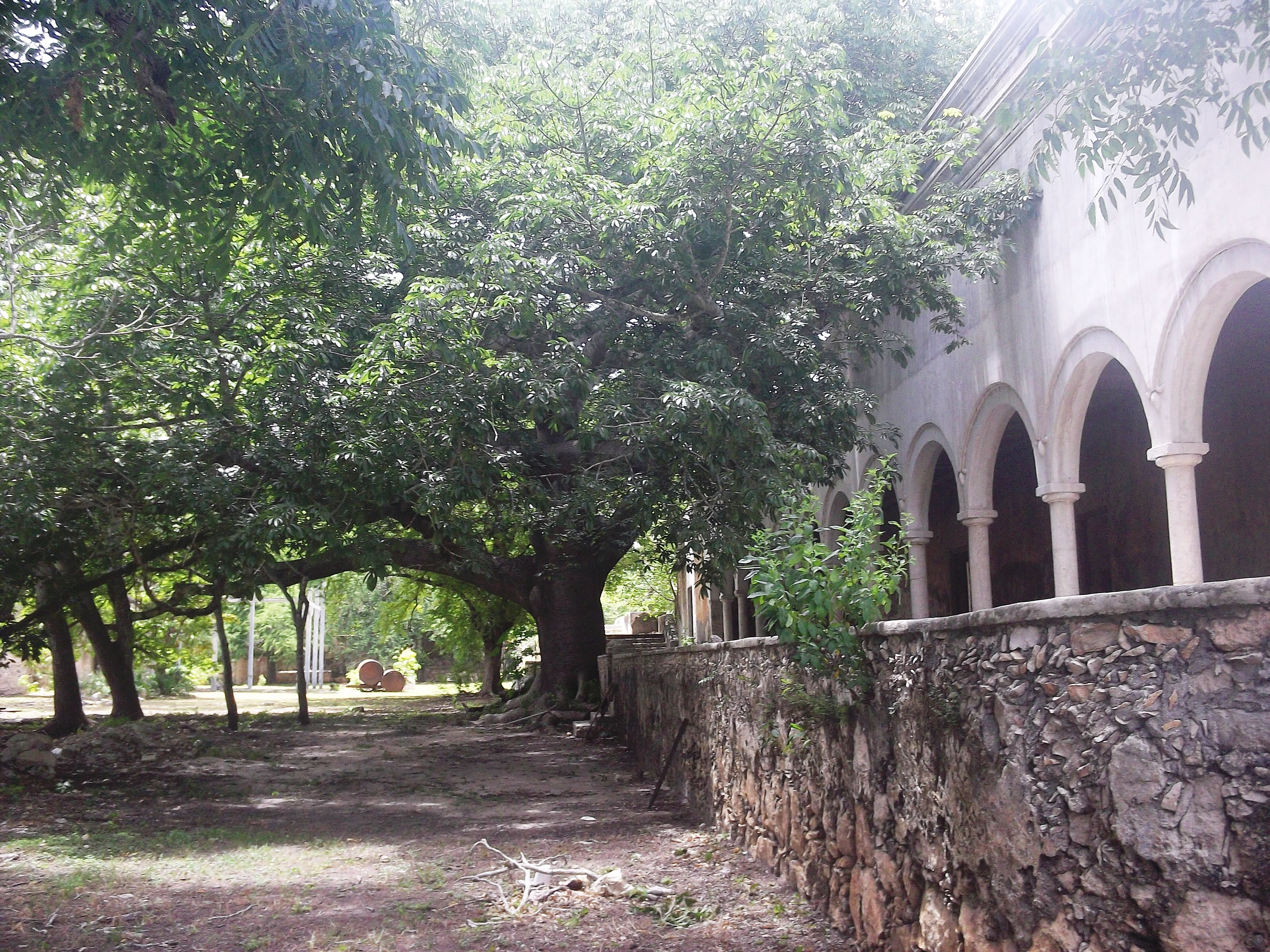
Vista de la hacienda de San Antonio Tedzidz.
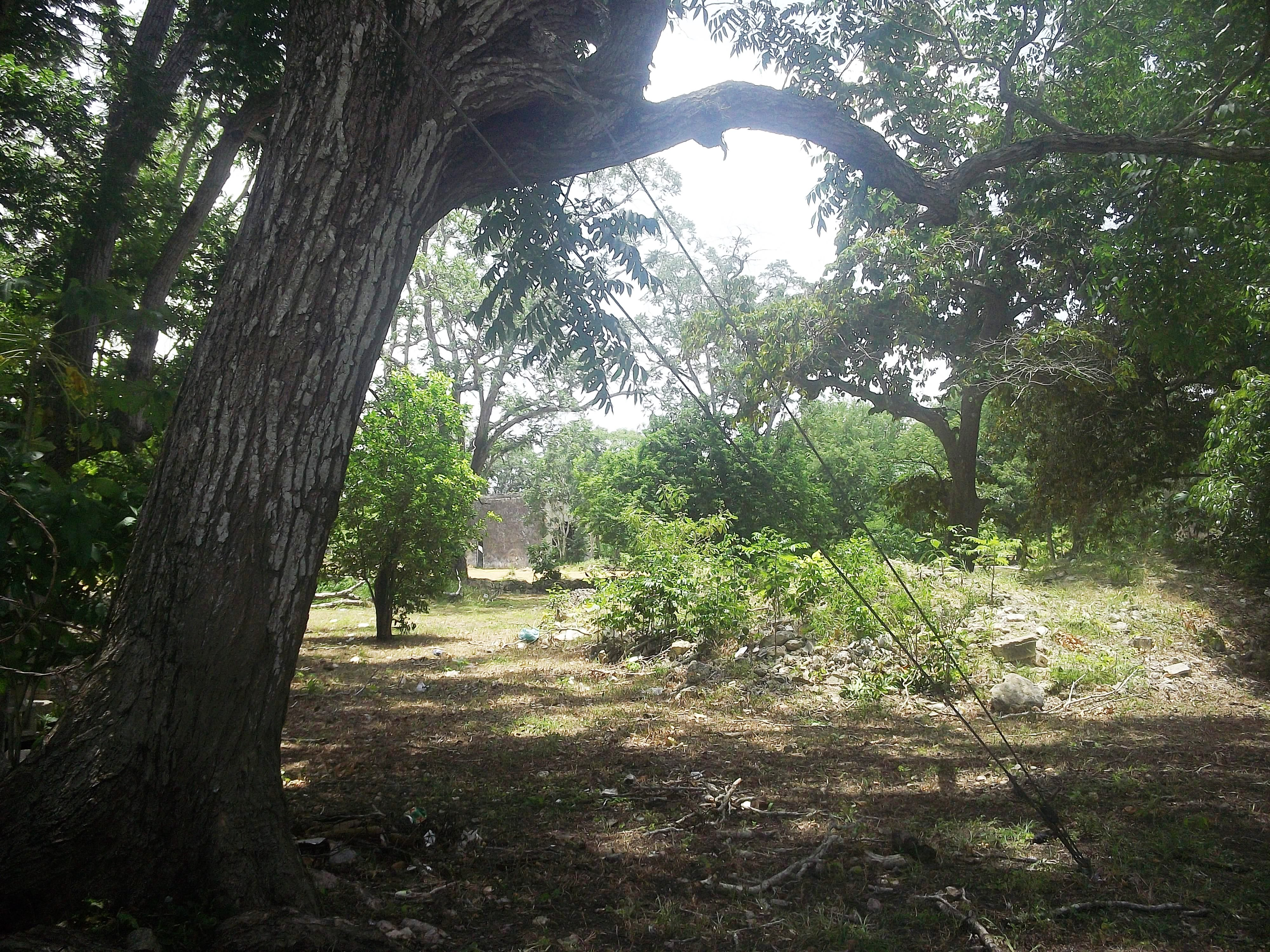
Vista de la hacienda de San Antonio Tedzidz.
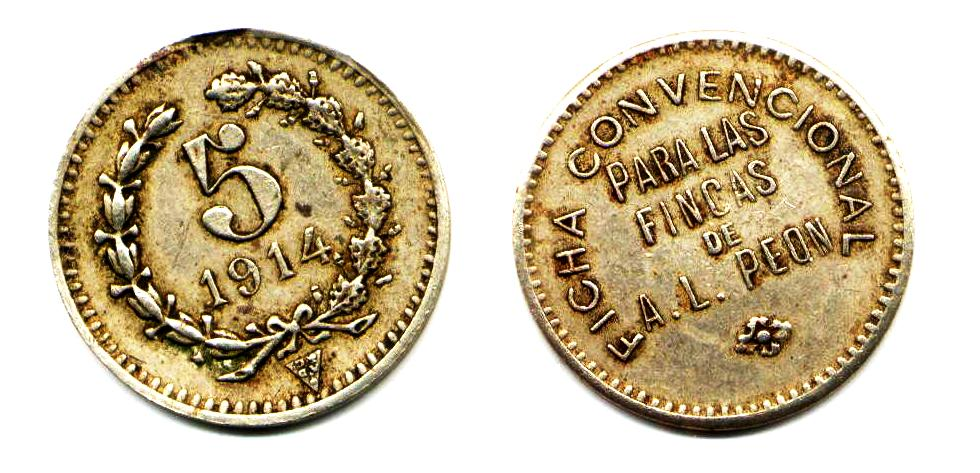
Ficha de pago por $ 0.05.
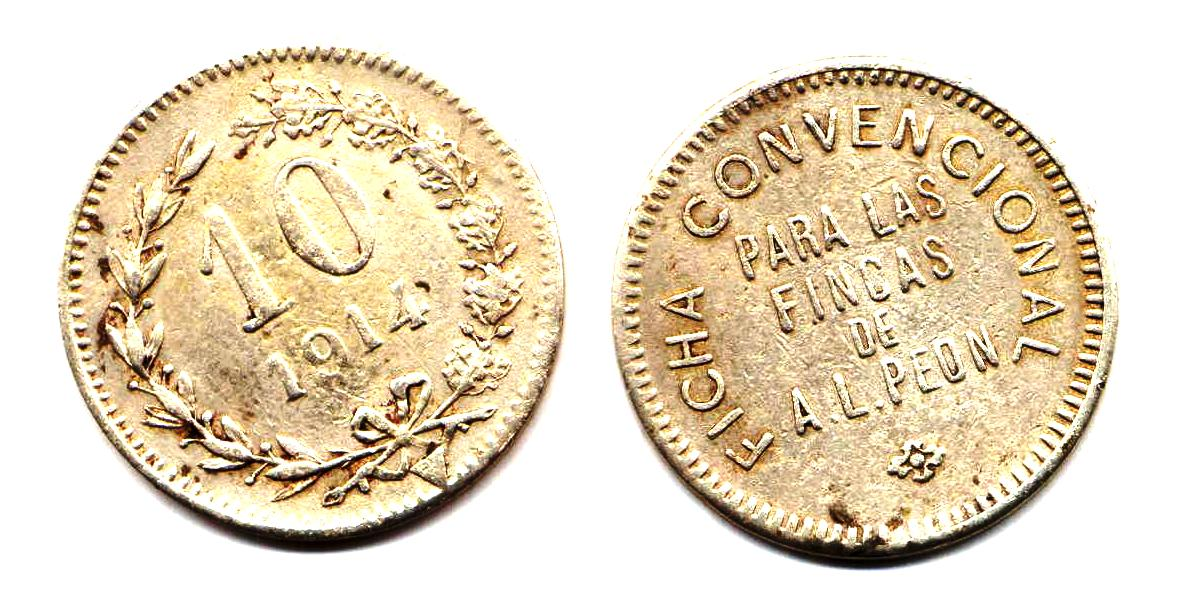
Ficha de pago por $ 0.10.
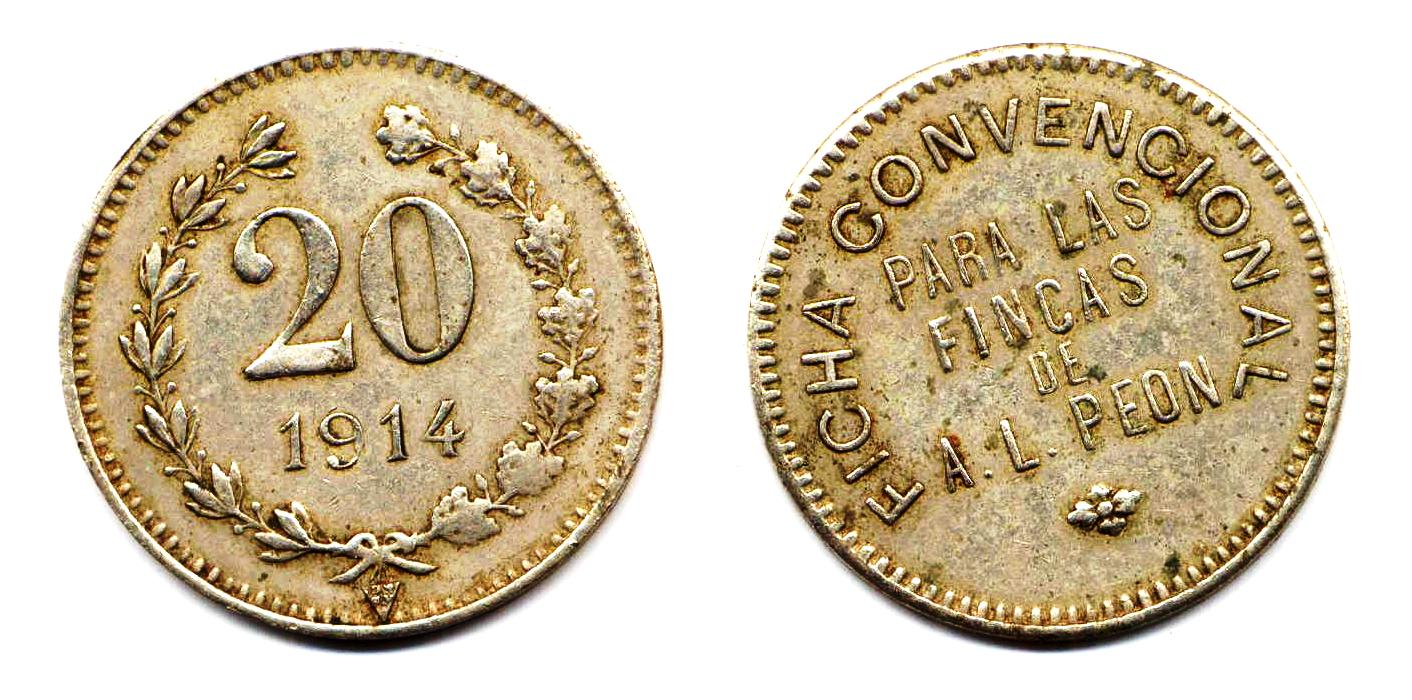
Ficha de pago por $ 0.20.
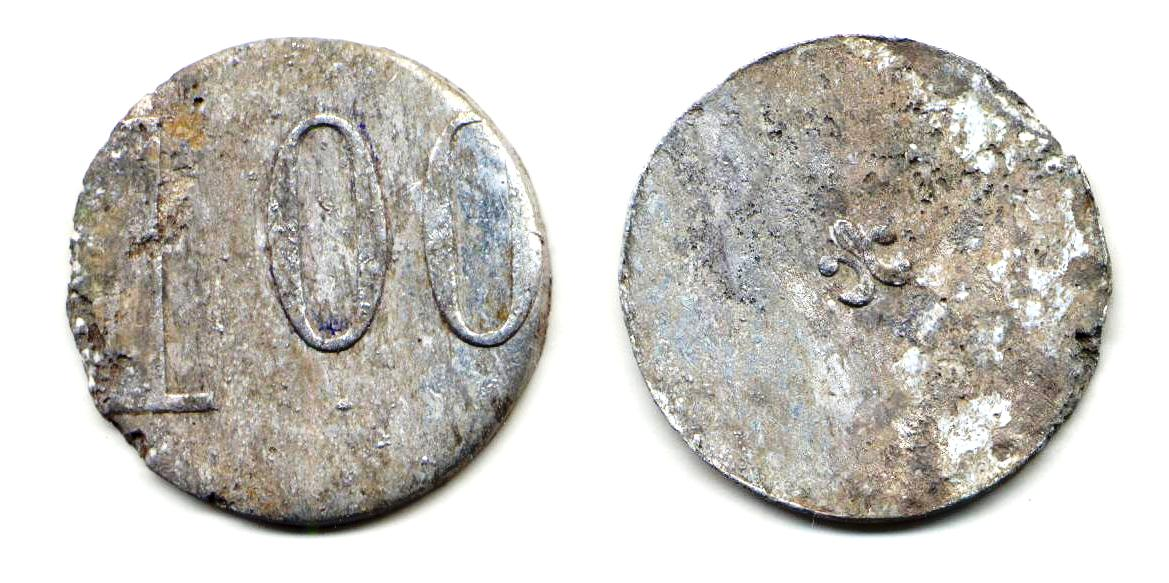
Ficha de pago por $ 1.00.
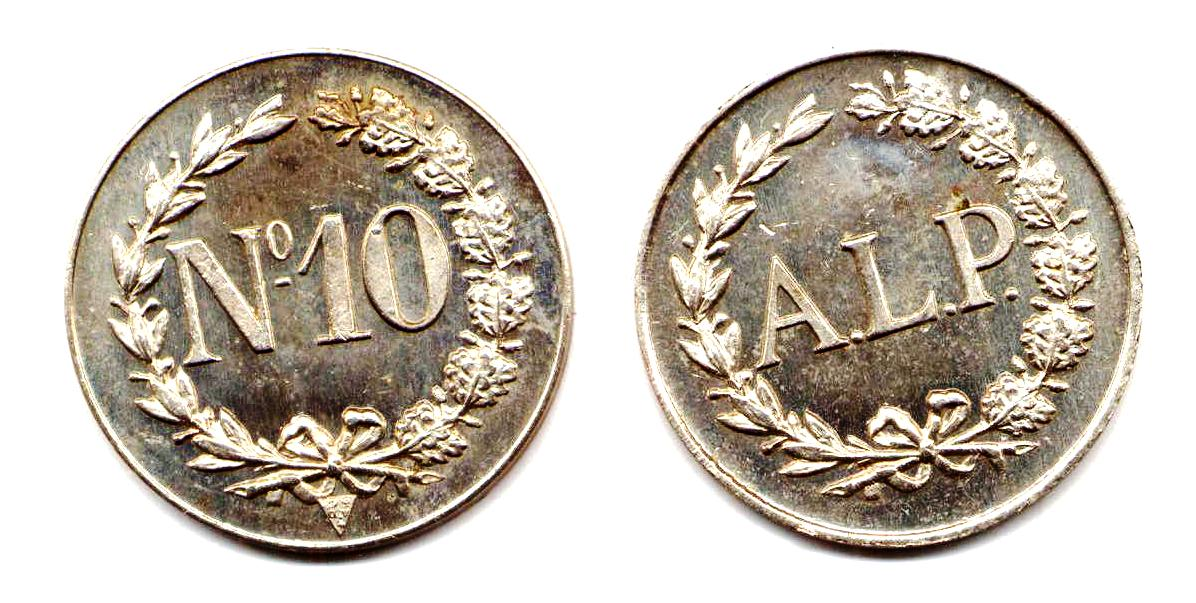
Ficha de pago por $ 0.10.
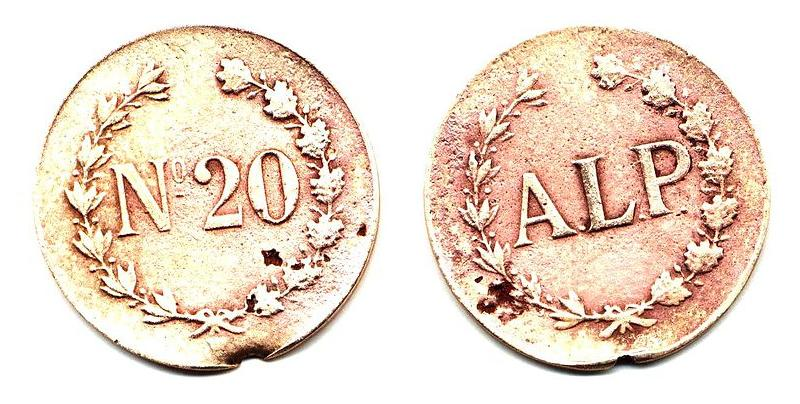
ficha de pago por $ 0.20.